# Quatara di Porto Cesareo
La quatara di Porto Cesareo (pronuncia [kwaˈtaːra]), conosciuta localmente anche come quataru ti lu pescatore o anche come uatàra alla cisàrola, è una zuppa di pesce preparata a Porto Cesareo e nel resto del Salento nella provincia di Lecce. Ha ottenuto dal Ministero delle politiche agricole alimentari e forestali il riconoscimento di prodotto agroalimentare tradizionale (P.A.T).
Prende il nome quatara dalla caldaia in rame con cui veniva originariamente preparata. Non sono ben definite le varietà di pesce da utilizzare, essenzialmente si tratta di pesce di scoglio, pescato con reti da posta. Oltre a questo si utilizzano mitili e crostacei. Le origini del piatto risalgono alle zuppe fatte con lo scarto del pescato, cosiddetto "pesce chiatticiatu", il pesce considerato non commerciabile che veniva cotto a bordo dei pescherecci di Porto Cesareo al largo per battute di pesca di più giorni.